# Villard-d'Héry
Villard-d'Héry är en kommun i departementet Savoie i regionen Auvergne-Rhône-Alpes i sydöstra Frankrike. Kommunen ligger i kantonen Montmélian som tillhör arrondissementet Chambéry. År 2022 hade Villard-d'Héry 264 invånare.

## Befolkningsutveckling
Antalet invånare i kommunen Villard-d'Héry
| Referens: INSEE |